# Formica subpicea
Formica subpicea är en myrart som beskrevs av Motschoulsky 1863. Formica subpicea ingår i släktet Formica och familjen myror. Inga underarter finns listade i Catalogue of Life.